# تپه گورستان سراب صید علی
تپه قبرستان سراب صید علی مربوط به عصر برنز است و در شهرستان سلسله (الشتر)، بخش مرکزی، دهستان دوآب، ۷۰۰ متری جنوب شرق روستای سراب صید علی واقع شده و این اثر در تاریخ ۷ اسفند ۱۳۸۶ با شمارهٔ ثبت ۲۱۳۲۰ به‌عنوان یکی از آثار ملی ایران به ثبت رسیده است.